# Patrick Hamilton (författare)
Anthony Walter Patrick Hamilton, född 17 mars 1904 i Hassocks, död 23 september 1962 i Sheringham, var en brittisk (engelsk) författare. Han debuterade 1925 med romanen Monday morning.

## Böcker översatta till svenska
- Ella, 1941 (The plains of cement)
- Två vänner, 1948 (The slaves of solitude)
- Baksmällans torg, 1971 (Hangover Square)

## Filmatiseringar
- Pjäsen Rope (1929) filmatiserades 1948 av Alfred Hitchcock (Repet).
- Pjäsen Gaslight (1938) filmatiserades två gånger, den mest kända versionen av George Cukor 1944 (Gasljus).